# 370年代
370年代（さんびゃくななじゅうねんだい）は、西暦（ユリウス暦）370年から379年までの10年間を指す十年紀。